# Nexetis
Das Team Nexetis ist ein Schweizer Radsportteam im Frauenradsport mit Sitz in Grenchen.

## Organisation und Geschichte
Das Team wurde zur Saison 2025 von Swiss Cycling als Förderprogramm für Schweizer Nachwuchsathletinnen gegründet und ist als UCI Women’s Continental Team lizenziert. Finanziell wird das Team von mehreren Ausrüstern unterstützt, unter anderem durch Thömus und DT Swiss. Ein Haupt- und Titelsponsor konnte nicht gewonnen werden, daher wurde der Name des Teams durch eine Kombination der Begriffe Nexus, Next und Ethos gebildet. Sportlicher Leiter des Teams ist Edmund Telser, Schweizer Nationaltrainer bei den Frauen, Managerin des Teams ist die Polin Anna Wiese, bis 2024 sportliche Leiterin im WCC Team.
Neben der Strasse ist das Team als UCI MTB Team lizenziert. Die drei für das MTB-Teams registrierten Fahrerinnen Ginia Caluori, Annina Hutter und Lea Huber waren im Nachwuchsbereich bereits Medaillengewinnerinnen bei nationalen und internationalen Meisterschaften im Cross-Country und sollen unter anderem im UCI-Mountainbike-Weltcup starten.
Die erste Saison begann das Team mit acht Fahrerinnen. Im Februar verstärkte sich das Team mit Annika Liehner sowie drei japanischen Fahrerinnen, darunter die mehrfachen Medaillengewinnerinnen bei den Asienmeisterschaften auf der Bahn und auf der Strasse Mizuki Ikeda und Tsuyaka Uchino. Mit den japanischen Sportlerinnen konnte auch das japanische Bauunternehmen NIPPO als weiterer Sponsor gewonnen werden.

## Saison 2025
Mannschaft
| Teamkader 2025                       | Teamkader 2025   | Teamkader 2025 | Teamkader 2025                   |
| Name                                 | Geburtsdatum     | Land           | Vorheriges Team                  |
| ------------------------------------ | ---------------- | -------------- | -------------------------------- |
| Nika Bobnar                          | 4. Juni 2003     | Slowenien      | World Cycling Centre (2024)      |
| Ginia Caluori                        | 23. August 2002  | Schweiz        |                                  |
| Lea Huber                            | 21. April 2004   | Schweiz        |                                  |
| Anina Hutter                         | 9. März 2005     | Schweiz        |                                  |
| Mizuki Ikeda (13. Feb.–31. Dez.)     | 6. August 2004   | Japan          | Team Rakuten K Dreams (2024)     |
| Noelle Ingold                        | 12. Oktober 2000 | Schweiz        | Embrace The World Cycling (2024) |
| Yurina Kinoshita (13. Feb.–31. Dez.) | 13. März 1998    | Japan          |                                  |
| Jasmin Liechti                       | 9. Oktober 2002  | Schweiz        | World Cycling Centre (2024)      |
| Annika Liehner (6. Feb.–31. Dez.)    | 5. November 2002 | Schweiz        | Hess Cycling Team (2024)         |
| Noëlle Rüetschi                      | 7. Juni 2004     | Schweiz        | AG Insurance-Soudal NXTG (2024)  |
| Larissa Tschenett                    | 25. Januar 2001  | Schweiz        |                                  |
| Tsuyaka Uchino (13. Feb.–31. Dez.)   | 13. Januar 2002  | Japan          | Team Rakuten K Dreams (2024)     |
|                                      |                  |                |                                  |
| Quelle: ProCyclingStats              |                  |                |                                  |

Erfolge
| Siege   | Siege                                    | Siege      | Siege  | Siege          | Siege |
| Datum   | Rennen                                   | Staat      | Klasse | Sieger         |       |
| ------- | ---------------------------------------- | ---------- | ------ | -------------- | ----- |
| 3. Mai  | Gracia Orlová, 3. Etappe                 | Tschechien | 2.2    | Jasmin Liechti |       |
| 5. Jul. | Volta a Portugal Feminina, 4. Etappe     | Portugal   | 2.2    | Jasmin Liechti |       |
| 6. Jul. | Volta a Portugal Feminina, Gesamtwertung | Portugal   | 2.2    | Jasmin Liechti |       |

## Platzierungen in der UCI-Weltrangliste
| UCI Ranking | UCI Ranking | UCI Ranking   | UCI Ranking |
| Jahr        | Teamwertung | Einzelwertung |             |
| ----------- | ----------- | ------------- | ----------- |
|             |             |               |             |
| Quelle: UCI |             |               |             |